# Ctenucha albolineata
Ctenucha albolineata är en fjärilsart som beskrevs av Druce 1904. Ctenucha albolineata ingår i släktet Ctenucha och familjen björnspinnare. Inga underarter finns listade i Catalogue of Life.